# Shinji Yamada
Shinji Yamada (jap. 山田 真史, Yamada Shinji; * 24. Februar 1994 in Kyoto) ist ein japanischer Fußballspieler.

## Karriere
Nach seinen Anfängen in der Schulmannschaft der Nara Ikuei High School und der Universitäts-Mannschaft der Kinki-Universität kam er im Februar 2016 nach Deutschland, um Architektur zu studieren, schloss sich aber auch gleichzeitig dem FC Schwarz-Weiß Dorndorf in der Verbandsliga Hessen-Mitte an. Nach 16 Spielen für seinen Verein wechselte er im Winter 2017 zur SpVgg EGC Wirges in die Rheinlandliga. Für seinen Verein bestritt er 15 Spiele bei einem Torerfolg, bevor er sich im Sommer 2017 der 3. Mannschaft von Werder Bremen in der Oberliga Bremen anschloss. Nach einer Saison mit 29 Spielen und vier Toren wechselte er im Sommer 2018 in die Regionalliga Nord zum BSV Rehden. Für seinen Verein kam er in einer Saison auf 34 Einsätze, bei denen ihm drei Tore gelangen.
Im Sommer 2019 wechselte er in die Regionalliga Nordost zum FC Viktoria 1889 Berlin. In der Spielzeit 2020/21 wurde er mit der Viktoria Meister in der Regionalliga Nordost und stieg mit dem Verein in die 3. Liga auf. Dort kam er auch zu seinem ersten Einsatz im Profibereich, als er am 27. November 2021, dem 17. Spieltag, bei der 0:2-Auswärtsniederlage gegen den 1. FC Saarbrücken in der 82. Spielminute für Lukas Pinckert eingewechselt wurde.
Im Sommer 2022 wechselte er zu Ligakonkurrent Berliner AK.
Im Sommer 2024 schloss er sich dem Nord-Regionalligisten Bremer SV an. Diesen verließ er im Sommer 2025.

## Erfolge
- Regionalliga Nordost-Meister und Aufstieg in Liga 3: 2020/21